# فلسفه میان‌فرهنگی
فلسفه میان فرهنگی از جمله گرایش‌های جدید فلسفی است؛ تأکید بر عقاید فیلسوفانی دارد که در پی اصولی چون گفتگو، مفاهمه و همزیستی میان فرهنگ‌ها هستند. این اصول را با برداشتی مشترک از شرایط دنیای معاصر پیگیری می‌کنند. این گرایش از فلسفه دارای اصولی است که متفکران فرهنگ‌های مختلف می‌توانند با توجه به آن پژوهش‌های آتی خود را دنبال کنند. از جمله اصول اساسی آن، نفی مطلق‌نگاری است که مسیری برای گفتگو و همزیستی میان فرهنگ‌ها فراهم می‌کند.
از جمله فیلسوفانی که امروزه به فیلسوفان میان‌فرهنگی شهرت یافته‌اند، می‌توان به رائول بتانکور، هاینتس کیمرله، رام ادهر مال و فرانتس مارتین ویمر اشاره کرد.

## معرفی کتاب‌هایی برای آشنایی بیشتر با فلسفۀ میان‌فرهنگی
به منظور راهنمایی بیشتر علاقه‌مندان در حوزۀ فلسفۀ میان‌فرهنگی، تعدادی از کتاب‌هایی که در باب فلسفه‌ی میان‌فرهنگی ترجمه یا تألیف شده‌اند یا واجد مضمونی مطابق با عناصر کلیدی فلسفۀ میان‌فرهنگی هستند، در این بخش معرفی خواهند شد:
1.	کتاب «درآمدی به فلسفه میان‌فرهنگی» نوشته دکتر رضا دهقانی و با پیشگفتارهای اختصاصی فیلسوف معاصر، گئورگ اشتنگر و دکتر علی اصغر مصلح، به همت انتشارات پژوهشگاه فرهنگ، هنر و ارتباطات منتشر شده است.این کتاب، اولین کتابی است که به زبان فارسی سعی می‌کند تا عمده اندیشه‌های موجود در «فلسفه میان‌فرهنگی» را معرفی کند.
2.	کتاب «مبانی و ساختار فلسفه میان فرهنگی» اثر دکتر حمیدرضا یوسفی با ترجمه صدیقه خوانساری موسوی در 304 صفحه از سوی نشر پگاه روزگار نو منتشر شده است.
3.	کتاب «با دیگری ؛ پژوهشی در تفکر میان فرهنگی و آیین گفتگو» تألیف دکتر علی اصغر مصلح به همت انتشارات علمی منتشر شده است. «پرسش کانونی این دفتر، چیستی و چگونگی راه‌های زیستن با دیگران است. برای زیستن با «دیگری» چه بینش، اندیشه و رفتاری باید داشت؟ این پرسش در زمان معاصر به پرسشی اساسی تبدیل شده است. امروز گوناگونی و برخورد منافع و اعتقادات، ملموس‌ترین مسألۀ پیش‌ِروی همۀ مردم جهان است. با این مسئله و تبعات آنچه باید کرد؟ در این دفتر موضوعِ ‌زیستنِ «با دیگری»، در مراتب مختلف مورد پژوهش قرار گرفته‌ و مؤلف به ایستادنِ در «میانه» و اندیشیدنِ از این افق دعوت کرده است. نگارنده ضمن بازخوانیِ تاریخ تفکر و فرهنگ از منظرِ میان‌فرهنگی، به بازاندیشی بخشهایی از فرهنگ اسلامی و ایرانی پرداخته و مناسبات حاکم بر جهانِ معاصر را مورد بحث و نقد قرار داده است.» 
4. کتاب «علوم انسانی با رویکرد میان‌فرهنگی» گزارش نهایی از طرح پژوهشی است که توسط علی اصغر مصلح به انجام رسیده است و توسط پژوهشگاه علوم انسانی و مطالعات فرهنگی، به چاپ رسیده است. 